# Nuty z Ponidzia – Nuty z Krakowa
Nuty z Ponidzia – Nuty z Krakowa – siódmy autorski album gitarzysty Ryszarda Styły (z wyjątkiem wydawnictwa DVD).

## O albumie
Projekt "Nuty z Ponidzia - Nuty z Krakowa" to wyraz wdzięczności za wspólne 7 letnie bywanie z Wojtkiem Bellonem na tym pięknym świecie. Wojtuś mawiał: "Bym zagrał coś ładnego", więc wybrałem 5 jego kompozycji i dodałem też 5 moich kompozycji, które bez naszej wspólnej drogi pewnie by nie powstały! Kochany przyjacielu, dziękuję. Ryszard – gitarzysta wędrowny!!!. Pierwszy koncert promujący płytę miał miejsce 14 września 2017 roku w Piwnicy pod Baranami.

## Lista utworów
1. Bez słów
2. Bukowina
3. Majster Bieda
4. Blues o powrocie
5. Nuta z Ponidzia
6. To był film
7. Pocztówka z Kruklanek
8. Nowy dzień
9. Modlitwa
10. Blues dla Wojtka Bellona

## Wykonawcy
- Ryszard Styła – gitary
- Katarzyna Cygan – śpiew
- Jolanta Jaszkowska – śpiew
- Bohater – śpiew
- Bogusław Mietniowski – gitara basowa
- Waldemar Gołębski – EWI
- Tadeusz Leśniak – organy
- Jan Budziaszek – instrumenty perkusyjne
- Adam Szewczyk – gitara

## Twórcy utworów
- Wojciech Belon (1-5)
- Ryszard Styła (6-10)

## Autorzy tekstów
- Wojciech Belon (1-5)
- Adam Ziemianin (6)
- Zbigniew Książek (7)
- Artur Olender (8)
- Bohater (9)